# Skandaløs
 Denne artikel bør gennemlæses af en person med fagkendskab for at sikre den faglige korrekthed.

 Der er for få eller ingen kildehenvisninger i denne artikel, hvilket er et problem. Du kan hjælpe ved at angive troværdige kilder til de påstande, som fremføres i artiklen.

Skandaløs (Skrevet $KANDALØ$) var Danmarks første regulære uafhængige Hiphop-pladeselskab baseret på Vesterbro i København. 
Selskabet startede i forbindelse med den første udgivelse fra 1998 – et opsamlingsalbum med selskabets kunstnere kaldet "Båndlangerne". Båndlangerne blev udgivet på kassettebånd og brændte cd'er. Covers blev printet efter arbejde på et reklamebureau i København og distributionen var "ud af bagagerummet" og udenom kassen i små pladeforretninger. Selskabets producer Vagn Luvs søster Pernille Rosendahl medvirker på Båndlangerne under aliasset Mis Westend.

## Diskografi

### Udgivelser
Første reelle udgivelse fra 1999 var et opsamlingsalbum kaldet Funkalation. Denne plade har medvirkende af Cas,  Uso, Michael Jøden, Kong Winther, Alliancen, Twajs, L.O.C. og Johnson. 
Første album var debutalbummet Reflexion med rapperen Cas fra 2000. Albummet blev i 2001 nomineret til en Danish Music Award
I 2001 udgav selskabet albummet Mr. Mi$ta med rapperen Uso – den ene tredjedel af den Aarhusianske rapgruppe B.A.N.G.E.R.S. Albummet havde features af bl.a. Burhan G, Jøden, Niarn og de to andre Bangers  Johnson og L.O.C.
Selskabet havde i sin tid kontrakt med folk som Cas, Under Mistanke (Moug, 5-Dob, Cas), Uso, Michael Jøden og Johnson. På de fleste udgivelser samarbejdede Skandaløs med Voice Of Wonder (Senere VME Group) ift. distribution.  
Producere tilknyttet til selskabet talte Vagn Luv, SNE, Jesta (Outlandish mfl.), Kostas (Takt & Tone), Sukkerulven (Dj JSL) og DJ's som Dj Nicks & Dj Mathightass (Mathias Mesteno). Selskabet havde også en kreativ enhed tilknyttet som bestod af Clint og Dj JSL, som begge er professionelle i reklamebranchen fra bl.a. Publicis og Saatchi & Saatchi. Pladeselskabet samarbejdede yderligere med folk som Saqib Hassan, og var f.eks de første til at udgive musik hvorpå Burhan G medvirkede. 